# El hobbit (serial radiofónico)
El hobbit (título original: The Hobbit) es un serial radiofónico emitido en ocho episodios mono de media hora cada uno (cuatro horas en total) por la BBC Radio 4 entre septiembre y noviembre de 1968, adaptación de la novela de fantasía heroica del escritor británico J. R. R. Tolkien del mismo título (1937). El guion adaptado corrió a cargo de Michael Kilgarriff y la producción de John Powell.

## Guion
El guion de Michael Kilgarriff sigue muy fielmente el argumento de la novela adaptada (versión revisada de 1951), excepto por la introducción de The Tale Bearer (‘el cuentacuentos’), un narrador cuyo relato de la historia se ve a menudo interrumpido y aderezado por el protagonista, el hobbit Bilbo Bolsón, en el papel de narrador secundario. Además, Kilgariff incorporó unos pocos nombres y frases de El Señor de los Anillos que no aparecieron originalmente en El hobbit:
- En una de las primeras escenas en Bolsón Cerrado, el mago Gandalf dice originalmente a Bilbo: «Great elephants, you're not at all yourself today». En el serial radiofónico se cambió a «great Oliphaunts», la forma usada en El Señor de los Anillos.
- Al comienzo de la Batalla de los Cinco Ejércitos, Gandalf dice: «Upon victory depends not just the treasure, nor only our lives, but the whole future and well-being of Middle-earth». El nombre Middle-earth (Tierra Media) no se usa en la novela original, es una incorporación posterior de Tolkien a su legendarium.
- Durante la batalla, el rey elfo usa su nombre, Thranduil, como grito de combate, y ese nombre tampoco aparece en los escritos de Tolkien de la época de El hobbit.
- En la misma batalla, Thorin usa el grito de guerra de los enanos: «¡Baruk Khazâd! ¡Khazâd aimênu!», tomado de El Señor de los Anillos, donde es Gimli el que lo pronuncia.
- Cerca del final, cuando Balin y Gandalf visitan a Bilbo, Balin dice a Gandalf que Bilbo parece estar escribiendo sus memorias, a lo que Gandalf replica «Well he'll never get a publisher».

A pesar de ello, el guion mantiene casi todas las diferencias e inconsistencias del libro con el resto de los trabajos del legendarium de Tolkien.

### Argumento
Bilbo, un hogareño hobbit, es abordado por el mago Gandalf para participar en una peligrosa aventura, y a pesar de su inicial renuencia, pronto se encuentra acompañando a Thorin Escudo de Roble y su partida de enanos en su larga y dificultosa búsqueda para recuperar el tesoro de los enanos, en poder del dragón Smaug. Por el camino se encuentra con trolls, trasgos y arañas gigantes; y halla un anillo mágico con el poder de la invisibilidad. En el proceso, Bilbo se transforma desda una figura patosa, tímida y un tanto cómica en un personaje digno, e incluso ocasionalmente heroico.

## Producción
La producción de la serie se complicó por la inclusión de numerosos efectos de sonido (a menudo insertados en vivo mientras se grababan las interpretaciones de los actores), canciones de la novela, y sonidos especiales y tratamientos electrónicos de las voces creados por el BBC Radiophonic Workshop. Todos los trolls, trasgos elfos, huargos y águilas tenían voces tratadas, así como Gandalf cuando imitaba a los trolls.

### Reparto
- Narrador (The Tale Bearer): Anthony Jackson;
- Bilbo Bolsón: Paul Daneman;
- Gandalf: Heron Carvic;
- Gollum: Wolfe Morris;
- Thorin Escudo de Roble: John Justin;
- Elrond: John Pullen;
- El rey elfo: Leonard Fenton;
- Beorn: Denys Hawthorne;
- Bardo el Arquero: Peter Williams;
- Balin: Peter Pratt;
- Smaug: Francis de Wolff;
  - El resto de actores intervinientes no se acreditaron individualmente.

### Equipo
- Productor: John Powell;
- Guion: Michael Kilgarriff, basándose en la novela de J. R. R. Tolkien;
- Música: compuesta por David Cain e interpretada por David Munrow con The Early Music Consort;
- Efectos especiales sonoros y tratamiento de voces: David Cain y Dick Mills, del BBC Radiophonic Workshop.

## Emisión
El serial se emitió original y únicamente por la BBC Radio 4 en ocho episodios mono de media hora cada uno (cuatro horas en total) en el año 1968. Los títulos de los episodios y sus fechas de emisión fueron los siguientes:
| Episodio | Título                                | Fecha de emisión |
| -------- | ------------------------------------- | ---------------- |
| 1        | «An Unexpected Party»                 | 29 de septiembre |
| 2        | «Out of the Frying-pan into the Fire» | 6 de octubre     |
| 3        | «Riddles in the Dark»                 | 13 de octubre    |
| 4        | «Strange Lodgings»                    | 20 de octubre    |
| 5        | «Barrels out of Bond»                 | 27 de octubre    |
| 6        | «A Warm Welcome»                      | 3 de noviembre   |
| 7        | «The Gathering of the Clouds»         | 10 de noviembre  |
| 8        | «The Clouds Burst»                    | 17 de noviembre  |

## Historia editorial posterior

### Borrado y recuperación
Las cintas que contenían el máster de grabación original de la serie probablemente fueran borradas en los años 1970.[cita requerida] La razón no está clara, aunque se rumoreó que se debió a una disputa entre la BBC y el Tolkien Estate.[cita requerida] Si fue así, la posterior recuperación y lanzamiento comercial de la serie prueba que la disputa se resolvió.[cita requerida]
La BBC recuperó posteriormente la serie desde una grabación doméstica de FM, aparentemente consistente en recopilaciones de 90 y 60 minutos editadas desde los episodios originales. El sonido de estas grabaciones es claro e inteligible, aunque es de calidad notablemente inferior a la resultante de una grabación en estudio, y contiene un silbido de fondo de la cinta muy audible.
La BBC reeditó estas compilaciones para su radiodifusión y usos domésticos de nuevo en episodios de media hora, agregando un breve fragmento de la melodía principal al principio y final de cada uno de ellos. El título The Hobbit se pronuncia sólo al principio del primer episodio y no hay créditos de apertura ni de cierre.

### Ediciones
Se han comercializado varias ediciones del serial, la primera de ellas en 1988 en casete. La primera edición en CD es la de 1997. Ésta incluye una «memoria personal» del productor del serial John Powell y un disco extra que contiene 9¼ minutos de música adicional en estéreo, tomada del LP David Munrow and the Early Music Consort of London play music by David Cain, grabación de código REC 91S de BBC Records. Estas pistas son:
1. «Opening and Bilbo's Theme» (1:58)
2. «Elves' Dances» (1:38)
3. «Bilbo's Lullaby» (2:10)
4. «Fanfare and Dance in Esgaroth» (3:31)